# Verkehrssicherungsschiff

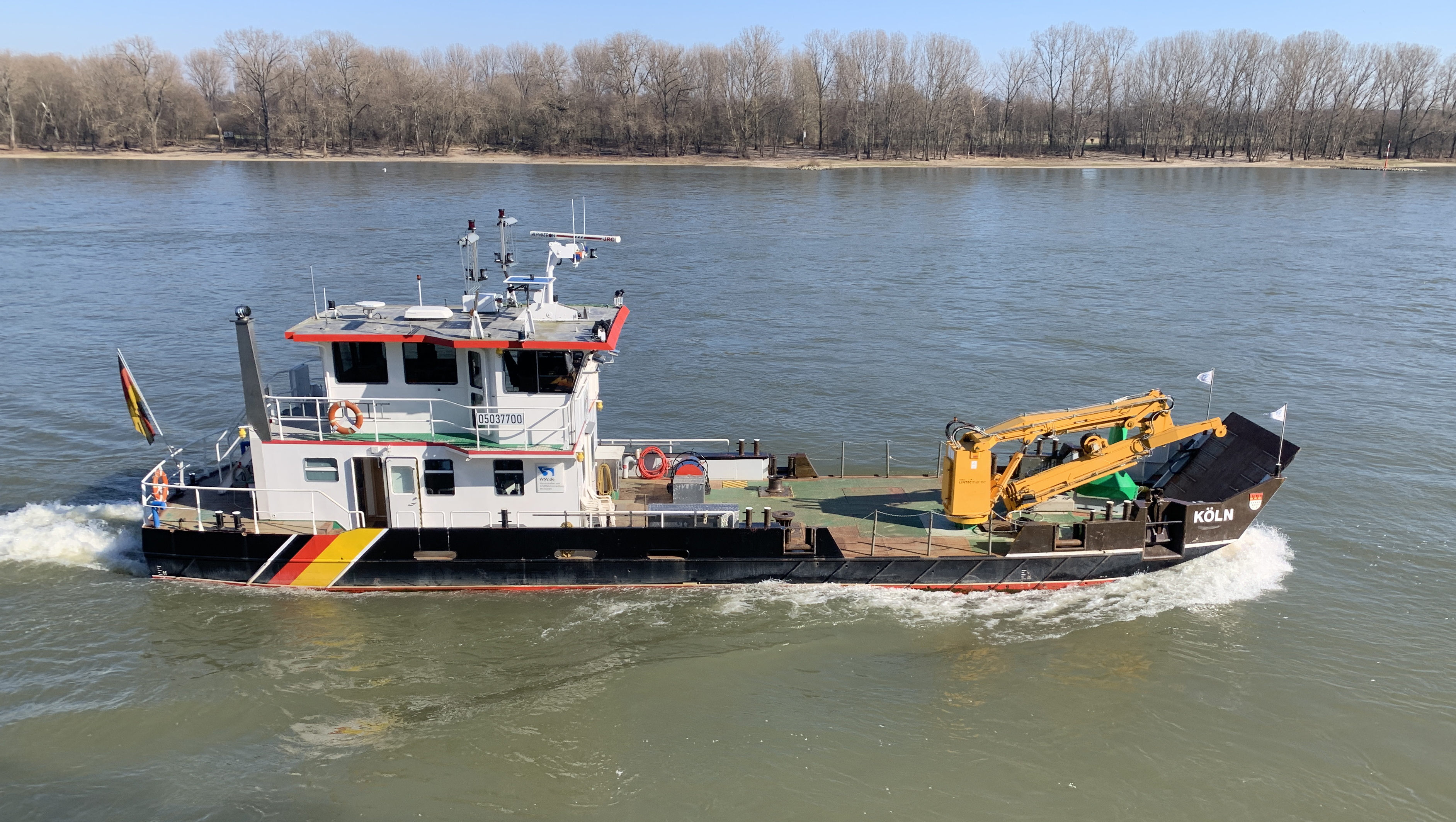
Köln auf dem Rhein

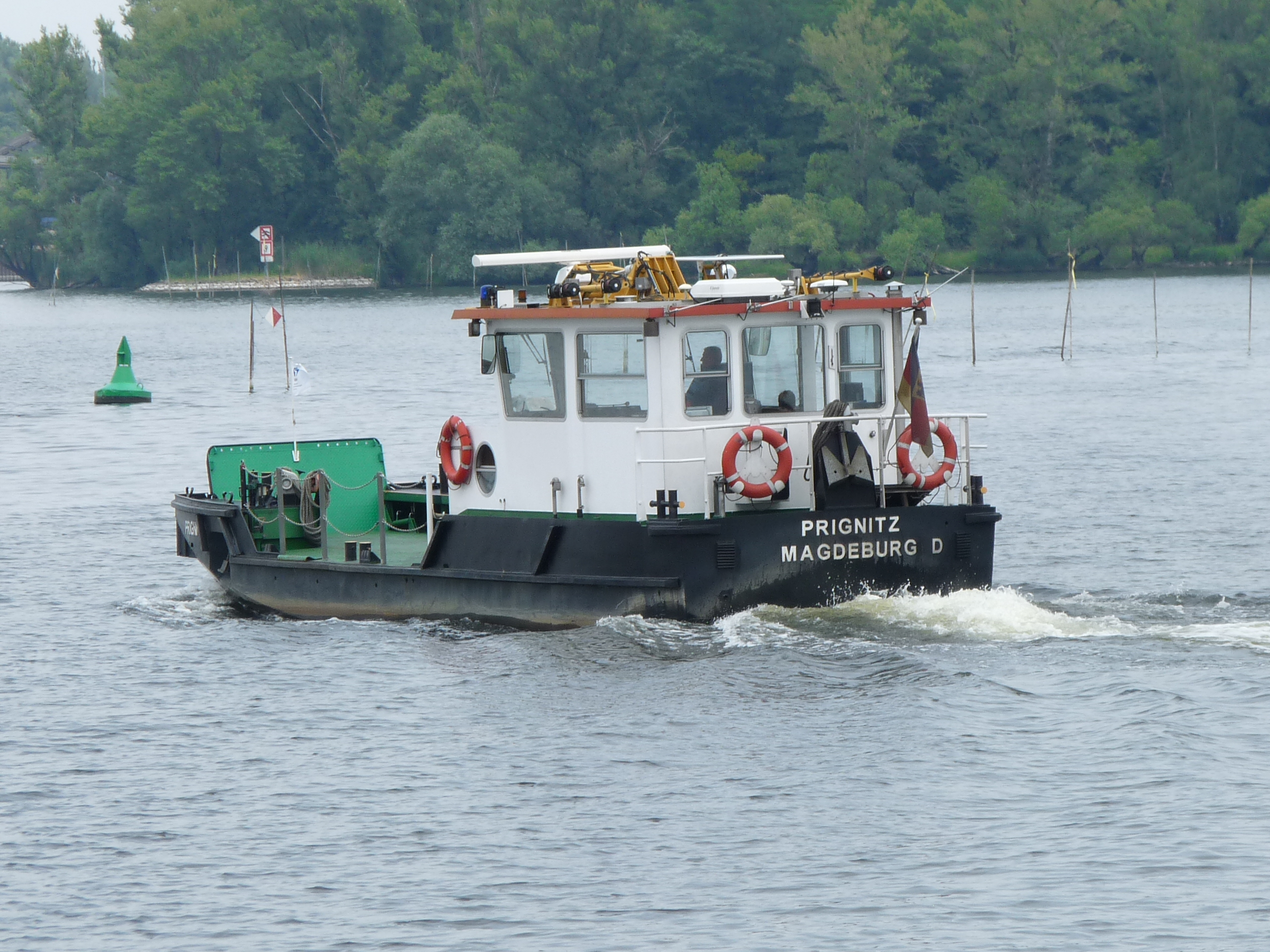
Prignitz auf dem Plauer See

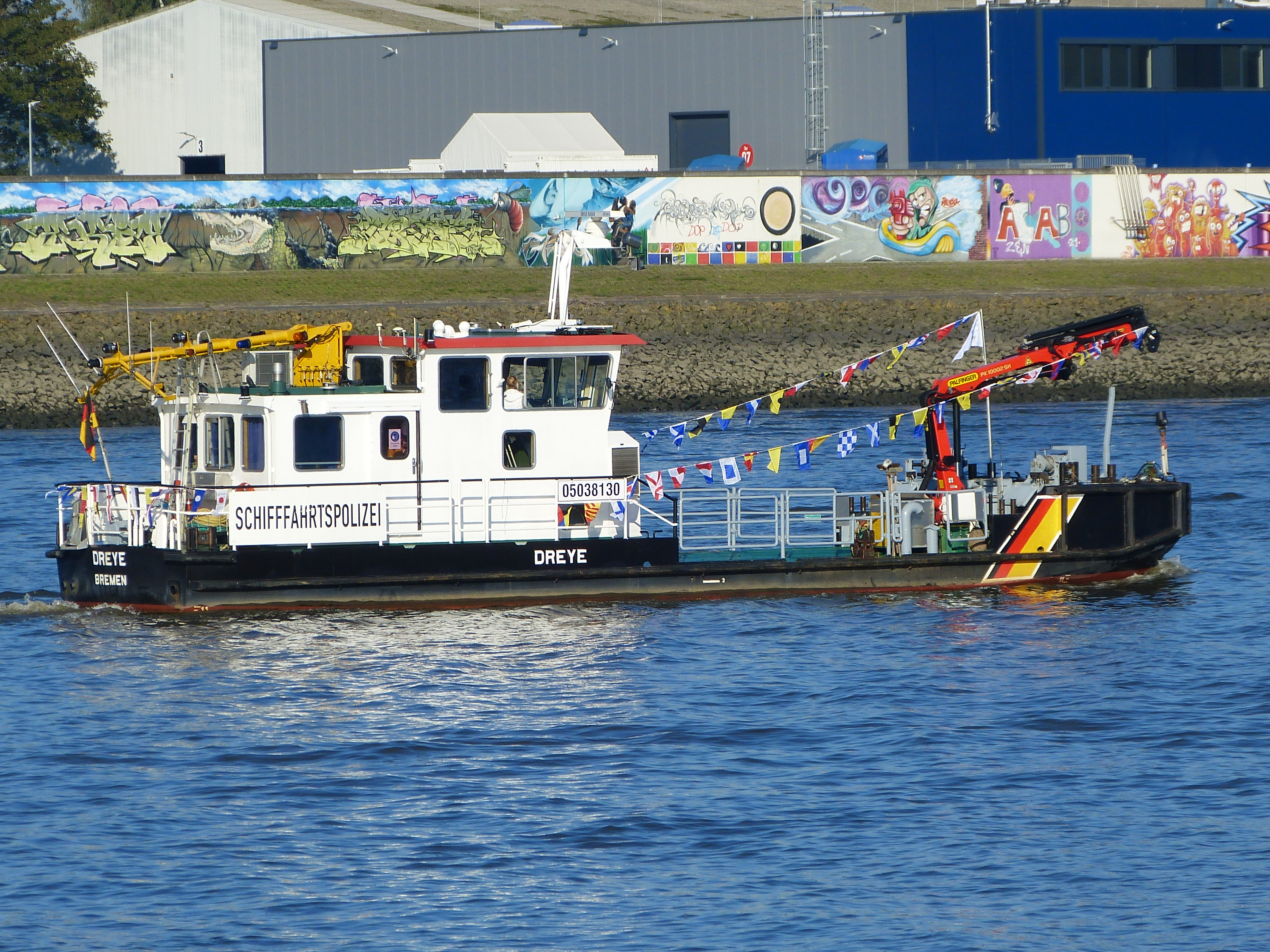
Dreye auf der Unterweser

Ein Verkehrssicherungsschiff (VSS) ist ein Arbeitsschiffstyp der Wasserstraßen- und Schifffahrtsverwaltung des Bundes.

## Allgemeines
Verkehrssicherungsschiffe werden von den jeweiligen Wasserstraßen- und Schifffahrtsämtern für alle Maßnahmen des Verkehrssicherungswesens eingesetzt. Die Aufgaben umfassen Aufsichts- und Kontrollfahrten, die Hilfeleistung bei Havarien, die Beseitigung von Störungen, die Bergung von Hindernissen (z. B. Treibgut), das Auslegen und Setzen von Schifffahrtszeichen sowie der Transport von Fahrzeugen und Arbeitsgeräten.
Der grundsätzliche Aufbau besteht aus einem achterlichen Decksaufbau mit Steuerhaus, einem offenen Ladedeck mit Hydraulikkran und einer Bugrampe. Die mit unterschiedlichen Schiffsmaßen gebauten Schiffe haben einen einfachen oder doppelten dieselmechanischen Antrieb. Einige Schiffe sind auch für das Schieben von Prahmen eingerichtet.

## Neubauten
Im August 2020 wurde das erste Schiff der Emmerich-Klasse vom WSA Rhein in Betrieb genommen.
Von der Schiffswerft Hermann Barthel wurde im Dezember 2020 die Driever an das WSA Ems-Nordsee abgeliefert.